# Charles E. Silberman
Charles Eliot Silberman (Des Moines, 31 de janeiro de 1925 - Sarasota, 5 de fevereiro de 2011) foi um jornalista e escritor norte-americano, autor de Criminal Violence, Criminal Justice (1978), um estudo da criminalidade e do sistema de justiça criminal dos Estados Unidos.